# Romano Bernard
Romano Bernard (San Giovanni al Natisone, 13 dicembre 1935) è un ex calciatore italiano, di ruolo difensore.

## Caratteristiche tecniche
Giocò nel ruolo di terzino sinistro.

## Carriera
Giocò in Serie A con il Vicenza.